# Pedro Fajardo y Chacón

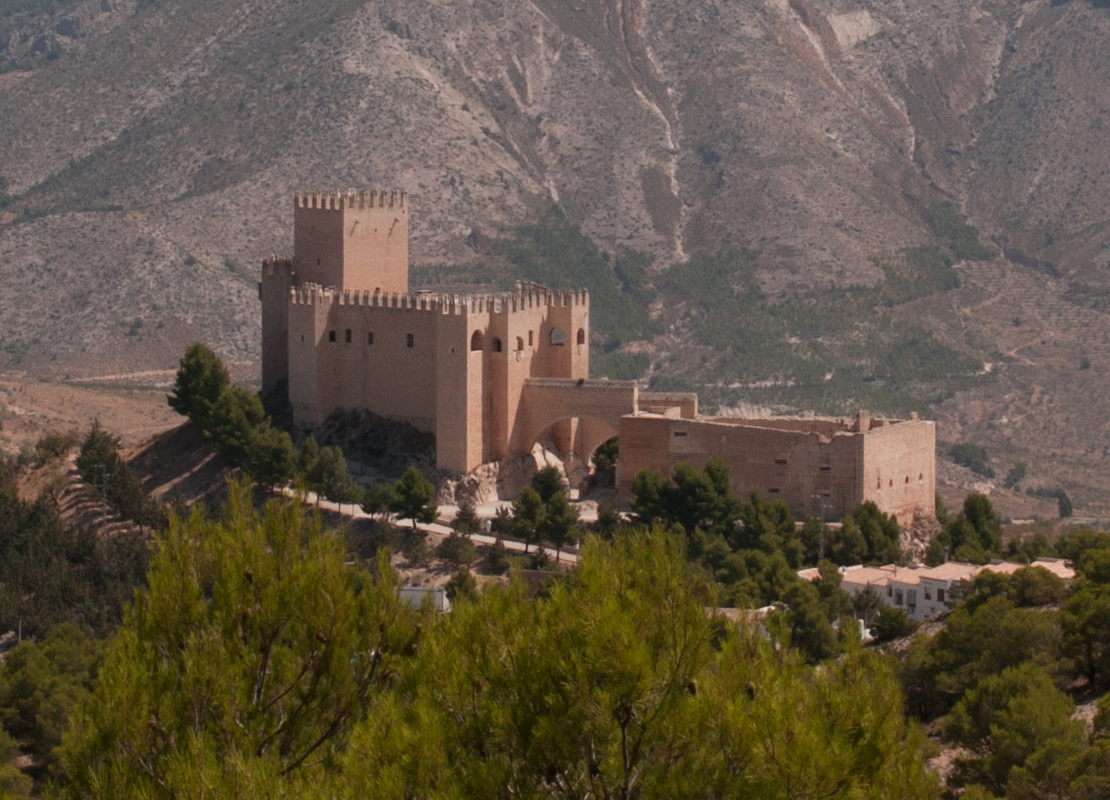
El castillo de Vélez-Blanco fue la residencia principal de Pedro Fajardo, inspirado en el renacentista castillo de La Calahorra.

Pedro Fajardo y Chacón (c. 1478, Murcia-19 de julio de 1546) fue un noble, político y militar español perteneciente a la Casa de Fajardo, que ostentó, entre otras dignidades, la de I marqués de los Vélez.

## Biografía
Nació hacia 1478 siendo hijo de Juan Chacón, contador mayor de Castilla, mayordomo mayor de Isabel la Católica y Trece de la Orden de Santiago, y de su mujer Luisa Fajardo y Manrique, IV señora de Molina de Segura, II señora de Cartagena y del adelantado mayor del Reino de Murcia (siendo merino suyo el capitán Francisco García de Cáceres y Garre), que sirvió su marido como consorte.
Fue educado en la Corte junto a otros nobles como el marqués de Mondéjar, con el que compartiría una gran amistad. Compuso coplas, canciones y poesías como otros coetáneos renacentistas, aunque posteriormente pasó a interesarse por temas bélicos. Por ejemplo, recuperó para los cristianos territorios del Estado de Marchena (actual provincia de Almería), de moriscos que se habían sublevado hacia el 1500.
El 15 de octubre de 1507 la reina Juana I de Castilla le concedió el marquesado de los Vélez en compensación por la incorporación del señorío de Cartagena, propiedad de don Pedro, a la Corona de Castilla.
Fue además, V señor de Molina de Segura, adelantado mayor y capitán general del reino de Murcia y alcaide de los alcázares de Murcia y Lorca. Y también fue caballero de la Orden de Santiago y comendador de Caravaca en dicha Orden y posteriormente comendador mayor de León y Trece en la misma. También fue miembro del Consejo de los Reyes Católicos y continuo de su Casa, miembro del Consejo de Estado de Felipe II de España y mayordomo mayor de la reina Ana de Austria, cuarta esposa de Felipe II.
Del mismo modo, participó entre las disputas entre los obispos de Cartagena y Orihuela, en el que llegó a secuestrar al deán cartagenero. Los Reyes Católicos tuvieron que enviar a un juez que castigó a Fajardo con el destierro a Murcia, aunque con su posterior marquesado las situación fue deshecha.
El marqués tuvo más desavenencias con la Iglesia cuando el deán almeriense le comunicó que debía contribuir a la construcción de diversas iglesias, ya que después de dos décadas desde la Reconquista, la diócesis no tenía sus parroquias construidas. El marqués le respondió que no estaba obligado a ello, ya que su título había sido entregado por permuta y no por merced real. Finalmente, la Corona tuvo que intervenir de nuevo para que pagara. Aun así, los pleitos y demandas entre la Iglesia y Fajardo continuaron incluso después de su muerte.
En la Guerra de las Comunidades de Castilla entre 1520-1522 simpatizó con los comuneros, pero finalmente se puso de lado de Carlos I de España con el fin de obtener el favor real.

### Edificaciones
Dentro de su faceta como mecenas, destaca la construcción del castillo de Vélez-Blanco (Almería), comenzando sus obras en 1506 y finalizando en 1513; el Castillo de los Vélez en Mula y el Cuevas del Almanzora.
A pesar de que estaba previsto que su enterramiento estuviera situado en la Capilla de los Vélez, comenzada por su padre y terminada por él en la catedral de Murcia, finalmente sus restos descansaron en la iglesia de la Magdalena, en Vélez-Blanco.

## Matrimonios y descendencia
En 1499 contrajo primer matrimonio cuando contaba con 21 años con Magdalena Manrique, hija de Pedro Manrique de Lara, II conde de Paredes de Nava, que fue anulado por no tener sucesión en 1507.
Casó en segundas nupcias en el mes de febrero de 1508 en la iglesia de San Martín de Cuéllar (Segovia) con Mencía de la Cueva y Mendoza, hija de Francisco Fernández de la Cueva y Mendoza, II duque de Alburquerque, II conde de Ledesma y de Huelma, y de su segunda mujer, Francisca de Toledo, hija de los primeros duques de Alba, en quien tuvo a su hijo primogénito:
- Luis Yáñez Fajardo de la Cueva, II marqués de los Vélez, I marqués de Molina (1535).

Finalmente, tras la muerte de Mencía en 1517, contrajo tercer y último matrimonio en 1520 con Catalina de Silva y Toledo, hija de Juan II de Silva, III conde de Cifuentes, y de Catalina de Toledo, hija de los primeros duques de Alba, siendo padres de:
- Juan Fajardo de Silva, progenitor de los marqueses de San Leonardo.
- Pedro Fajardo de Silva, casado con Catalina de Benavides, sin sucesión.
- Isabel de Silva Fajardo, casada con Pedro Niño de Conchillos, señor de Noez.
- Ana Fajardo, casada con Juan Manrique de Lara.
- Francisca de Silva, casada con Antonio de Velasco y Rojas, II señor de Villerías de Campos.
- Juana Fajardo de Silva, casada con Enrique Enríquez de Guzmán, de la Casa de Alba de Aliste.
- Otros hijos fueron Gonzalo, Luis, Clara y María Fajardo.

| Predecesor: Nuevo título | Marqués de los Vélez 1507 – 1546 | Sucesor: Luis Fajardo y de la Cueva |